# Опсада планине Хиеи
Опсада планине Хиеи (енгл. Siege of Mount Hiei) била је победа Ода Нобунаге против будистичких манастира секте Тендај на планини Хиеи код Кјота, који су после битке код Анегаве (јуна 1570) пружили уточиште његовим непријатељима из кланова Азаи и Асакура. Сама опсада била је више масакр него битка, пошто је отпор био веома слаб, а убијено је преко 20.000 људи, жена и деце.

## Позадина

### Манастири планине Хиеи
Планина Хиеи, северно од Кјота, била је седиште више од 20 богатих будистичких храмова, од којих је најстарији и најугледнији био Енрјакуџи, који је сматран престоницом јапанског будизма и духовним заштитником царске породице. Храмови планине Хиеи, основани још у 9. веку, припадали су секти Тендај, која је била веома популарна међу аристократијом, која је даровала храмовима земљишне поседе и заветне дарове у замену за молитве које су обећавале спасење после смрти. До средине 16. века ови храмови држали су велике феудалне поседе и располагали војском монаха-ратника и најамника за своју одбрану, а опати и свештеници били су из редова аристократије и млађих синова племићких породица, и отворено су одступали од аскетских правила монашког живота, уживајући у богатству и женама.
Будистички манастири појавили су се као независна војна сила у јапанској политици око 970. године, када су манастири почели да запошљавају групе наоружаних људи са задатком да штите њихове земљишне поседе. Ове наоружане банде биле су праве приватне војске, и само мали део њихових чланова припадао је свештенству. Тако су приватне војске храмова почеле да играју улогу у сукобима међу различитим будистичким сектама, као и у грађанским ратовима великаша, пошто су поједине великашке породице подржавале суседне храмове или групе храмова. Борбе за првенство међу различитим сектама јапанског будизма (које су у пракси били мотивисане борбом за утицај и поседе, иако су формално вођене зног питања будистичке доктрине) често су ескалирале до правих оружених сукоба, при чему се победници нису устручавали оп спаљивања противничких храмова. Већи и богатији храмови имали су велике војске, а тиме и политички утицај. Манастири планине Хиеи располагали су војском од више хиљада наоружаних монаха (сохеи), и између 981. и почетка Гемпејског рата 1180. више пута су упадали са војском у Кјото како би наметнули царском двору своје захтеве. 

### Сукоб са Ода Нобунагом
После победе у бици код Анегаве над уједињеним војскама клана Азаи из провинције Оми и клана Асакура из провинције Ечизен (јуна 1570), Ода Нобунага је био принуђен да крене са војском на југ, пошто су у лето 1570. присталице протераног клана Мијоши упале са Кјушуа у провинцију Сецу (око 8.000 ронина које су предводили Мијоши тријумвири и Саито Тацуоки). Пошто их је Нобунага опсео у близини Осаке, 13. септембра 1570. Ико-ики из Осаке су без објаве рата (пошто су тајно склопили савез са кланом Азаи) напали Нобунагину војску (око 30.000) са око 10-15.000 бораца и 3.000 пушака и натерали је на повлачење. У исто време, проповедници из Осаке подигли су на оружје вернике у провинцијама Сецу, Оми, Изе и Ечизен.
У исто време у провинцији Оми, 16. септембра Азаи Нагамаса и Асакура из Ечизена са око 30.000 људи (очигледно ојачани масом Ико-икија) напали су Нобунагин гарнизон у замку Усајама код Сакамота: у покушају да одбрани град, Нобунагин кастелан Мори Јошинари изашао је из замка са свега 1.000 људи и храбро напао побуњенике, али је изгубио битку и живот (19. септембра). У боју је погинуо и Нобунагин млађи (ванбрачни) брат, Ода Нобухару. Замак је успео да се одбрани, али су побуњеници спалили 4 мања утврђења и до 21. септембра приближили се Кјоту. У исто време, Сасаки Јотеи, протерани господар јужног Омија, подигао је устанак уз помоћ локалног Ико-икија. Пошто је примио вести о напредовању побуњеника према престоници, Нобунага је већ 23. септембра напустио положај код Осаке и истог дана стигао у Кјото. 24. септембра кренуо је на побуњенике (војску Азаи-Асакура) који су држали јужни Сакамото, али они су избегли борбу и повукли се на планину Хиеи.
Не желећи да повреди светост плнине Хиеи, која је била чувена у целом Јапану, Нобунага је понудио савез старешинама храма, обећавши да им поврати све раније поседе и привилегије (ослобађање од пореза) у провинцијама под својом контролом, заклињући се својим мачем. Такође им је понудио да остану неутрални у сукобу и протерају побуњенике са своје планине. У супротном, запретио им је да ће спалити све храмове на планини. Међутим, старешине храма Енрјакуџи биле су кивне на Нобунагу због заплене неких манастирских имања у Омију (1569), тако да су пружиле уточиште и помоћ побуњеницима, а његово писмо оставиле без одговора. Тако је Нобунага опсео подножје планине Хиеи (25. септембра-13. децембра 1570) и узнемиравао противнике ноћним препадима. 20. октобра послао је гласнике Асакури, изазивајући га на отворену битку, али је уместо тога добио понуде за преговоре, које је одбио. 
Пошто су монаси са планине Хиеи одбили Нобунагин ултиматум да предају побуњенике, опсада планине Хиеи је трајала све до зиме, када је уз посредовање шогуна Ашикага Јошиакија склопљен мир (13. децембра). За то време Ико-ики из Нагашиме у провинцији Изе упали су у Овари и спалили пограничне замкове (том приликом је убијен Нобунагин млађи брат, Ода Нобуоки, 21. новембра 1570).

## Опсада
Пошто је први напад на упориште Ико-икија у Нагашими у пролеће 1571. одбијен, Ода Нобунага одлучио је да се окрене најслабијем од својих непријатеља, који је био у непосредној близини престонице и потпуно неспреман за напад: 29. септембра 1571. Нобунагина војска од 30.000 ратника опколила је планину Хиеи и спалила град Сакамото у подножју, али је већина становника избегла у планину. Нобунагине трупе затим су са свих страна кренуле узбрдо, палећи храмове и убијајући монахе, људе, жене и децу. До вечери главни храм Енрјакуџи и још 22 храма секте Тендај, у то време најбогатије у Јапану, били су опљачкани и спаљени, а за два дана убијено је преко 20.000 људи, жена и деце. Ухваћени на препад, и уверени да се Нобунага неће усудити да нападне храмове под заштитом царске породице, монаси-ратници (сохеи) који су вековима сматрани заштитницима престонице и самог цара, нису пружили никакав отпор.

## Последице
Спаљивање будистичких манастира чувених у целој земљи и масакр свештеника и цивила без разлике изазвао је згражање у целој земљи и бројни до тада неутрални будисти устали су против Ода Нобунаге, кога су непријатељи прозвали Краљ Демона. Иако је елиминисао Нобунагине непријатеље у престоници, овај масакр дугорочно је погоршао Нобунагин положај, јер је окренуо против њега многе правоверне будисте, од сељака у провинцијама који су похрлили у редове његових непријатеља и Ико-икија до феудалних господара, међу којима су најмоћнији били Такеда Шинген и Уесуги Кеншин, господари источног Јапана. Против Нобунаге се окренуо и шогун Ашикага Јошиаки, као и већи број господара из Домаћих провинција око Кјота, који су до тада подржавали Нобунагин режим (Мијоши Нагајоши и Мацунага Хисахиде). Тако је уништење планине Хиеи, као и битка код Анегаве, била Нобунагина Пирова победа, пошто се после ње број Нобунагиних непријатеља повећао.